# Corrector Yui
Corrector Yui (コレクターユイ, Korekutā Yui) és un anime de tipus Magical girl creat per Kia Asamiya. S'ha doblat en català tres vegades, sent emesa als canals K3, IB3 i Nou 2.
També existeix el manga, a càrrec de Keiko Okamoto, editat en la revista Ciao. La sèrie consta de 52 episodis dividits en dues temporades de 26. Es pot dir que és un encreuament entre màgia i tecnologia del futur.

## Argument
La Yui és una estudiant de secundària que viu en un futur on els ordinadors estan tots connectats a un únic sistema global anomenat COMNET. La Yui no és gaire bona amb la informàtica, i després d'un incident en laboratori informàtic, on un programa d'ordinador amb forma d'os rentador anomenat IR li demana que salvi COMNET; haurà d'enfrontar-se a una intel·ligència artificial anomenada Grosser, que intenta prendre el control del món, quan, de fet, originalment, estava dissenyat per gestionar COMNET. En un primer moment, la Yui es mostra reticent a ser l'heroïna per la seva manca d'habilitat amb els ordinadors. Per salvar COMNET haurà de trobar i guanyar-se la confiança de set programes correctors, així com trobar el professor Inukai, creador de COMNET, perquè els ajudi a aturar Grosser.